# 79 Korpus Strzelecki (ZSRR)
79 Korpus Strzelecki (ros. 79-й стрелковый корпус) – wyższy związek taktyczny Armii Czerwonej.
79 Korpus Strzelecki został sformowany w 1943. W czasie walk na ziemiach polskich 79 Korpus Strzelecki dowodzony był przez gen. Siemiona Pieriewiertkina. Uczestniczył m.in. w złamaniu oporu armii niemieckiej w Pile, przyczyniając się do zakończenia władzy III Rzeszy na tym terenie. Następnie prowadziły działania bojowe w kierunku Trzebiatowa. W rejonie Kamienia Pomorskiego 79 Korpus Strzelecki współdziałał z polską 2 Dywizją Piechoty w celu uniemożliwienia armii niemieckiej wyrwania się z okrążenia. Korpus szlak bojowy zakończył zdobyciem Berlina, walcząc w składzie 3 Armii Uderzeniowej.

## Dowódcy korpusu
- gen. mjr Fiodor Zujew (15.10.1943 – 23.05.1944)
- gen. mjr Siemion Pieriewiertkin (24.05.1944 – 09.05.1945)[1]

## Struktura organizacyjna
Skład 16 kwietnia 1945:
- 150 Gwardyjska Dywizja Piechoty
- 171 Gwardyjska Dywizja Piechoty
- 207 Dywizja Piechoty